# 코지마 아키라
코지마 아키라(小島あきら, 12월 14일 ~ )는 일본의 만화가로서 이바라키현에 거주 중이다.
게임이 취미로서 많은 게임의 공략본을 갖고 있다고 한다.
데뷔는 스퀘어 에닉스의 만화잡지 '강강 WING'의 1999년 5월호에 실린 '에우레카!(エウレカ!)'였으며, 그 이후 Boys'n'Girls(ボイズンガルズ)와 게임 앤솔로지 등의 일을 하다가 강강 WING 2000년 11월호부터 마호라바의 연재를 시작하여 약 6년에 걸쳐 연재하게 된다. 단행본은 12권으로 완결되었다. 일본 현지에서는 연재가 끝난 지금도 인기가 있는 편이다. 옷핀과 지우개로 만든 작가 자신의 캐릭터가 의외로 인기를 얻어 애니메이션판 오프닝에도 등장하기도 한다. 애니메니션판 '마호라바'의 오프닝에서는 양갱같은 색의 캐릭터로 나온다.
마호라바의 연재 시절부터 건강에 문제가 있어, 마호라바 완결 이후에는 오랜 휴식을 가지기도 했다. 2008년 10월부터 스퀘어 에닉스의 신규 온라인잡지 '강강 ONLINE'에 신작 '와!' (わ!)를 연재한다.

## 작품
- 마호라바(まほらば)

연재기간 : 2000년 11월~2006년 7월, 완결.
발행레이블 : 간간 Wing
- 와!(わ!)

연재기간 : 2008년 10월~ , 연재중
발행레이블 : 간간 ONLINE→간간 JOKER
- 마나비야(まなびや)

연재기간 : 2009년 5월~10월, 연재중단상태
발행레이블 : 간간 JOKER
다른 작품 와!(わ!)와 같은 세계관을 바탕으로 하는 작품이다.